# Costel Coșniță
Costel Coșniță, född 16 april 1943 i Galați, Rumänien, är en rumänsk kanotist.
Han tog bland annat VM-guld i K-4 10000 meter i samband med sprintvärldsmästerskapen i kanotsport 2011 i Szeged.